# Henry Ryland

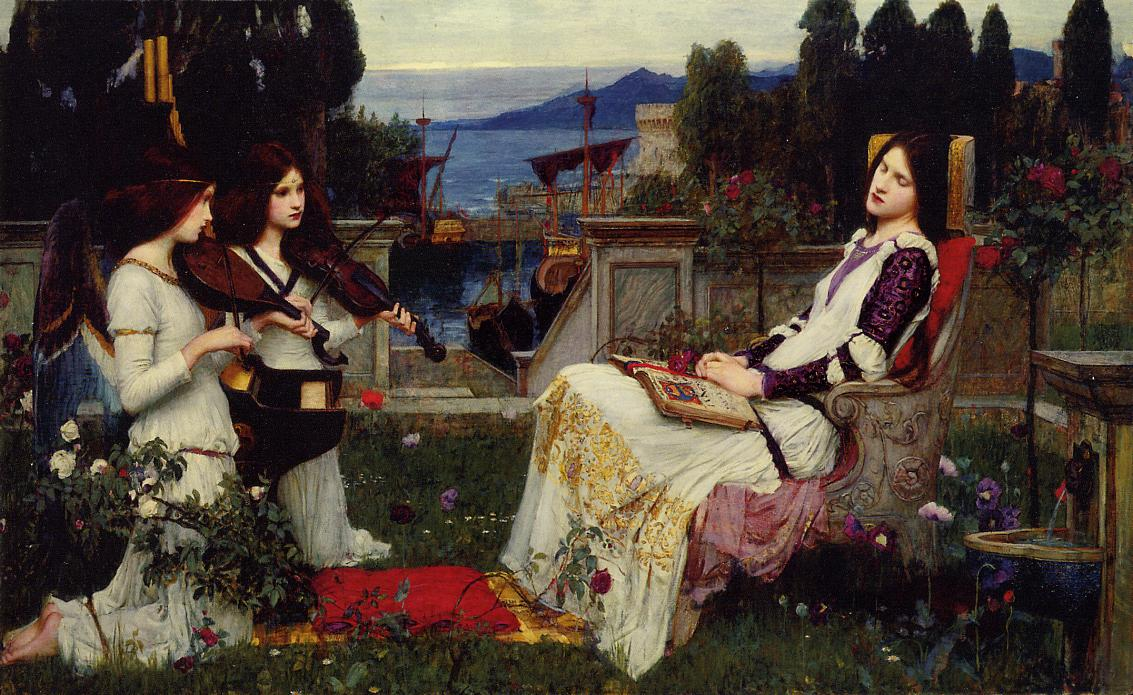
Rylands Saint Cecilia

Henry Ryland (Biggleswade, 1856 – Londen, 23 november 1924) was een Engels kunstschilder, illustrator en ontwerper. Hij wordt gerekend tot de prerafaëlieten.

## Leven en werk
Ryland studeerde in Londen, aan de 'South Kensington Art School' en te 'Hatherley'. Vervolgens ging hij in de leer bij Benjamin Constant te Parijs. Later studeerde hij daar ook aan de 'Académie Julian', onder Gustave Boulanger en Jules Joseph Lefebvre.
Na zijn terugkeer naar Engeland leidde hij jarenlang een kunstwerkplaats te Londen samen met John William Godward. Hij exposeerde Ryland bij 'Grosvenor Gallery', en vanaf 1890 ook bij de 'Royal Academy of Arts' (waar zijn schilderij Saint Cecilia veel indruk maakte), de 'New Gallery' en de 'Royal Institute of Painters in Watercolour', waarvan hij ook lid werd.
Ryland werk sterk beïnvloed door de prerafaëlieten, meer in het bijzonder door de klassieke 'olympische' variant. Lawrence Alma-Tadema en Albert Moore waren zijn grote voorbeelden, maar ook de invloed van Puvis de Chavannes is herkenbaar. Hij schilderde in olie zowel als in waterverf, vaak mooie, gedrapeerde vrouwenfiguren in een klassieke omgeving.
Ryland ontwierp ook veel glas-in-loodramen en maakte houtgravures voor onder meer het ‘English Illustrated Magazine’.
Ryland huwde in 1901 Mabel Louise Mann, met wie hij een zoon en een dochter kreeg. Na 1900 woonde en werkte nabij Bedford Park, alwaar hij in 1924 overleed.

## Galerij

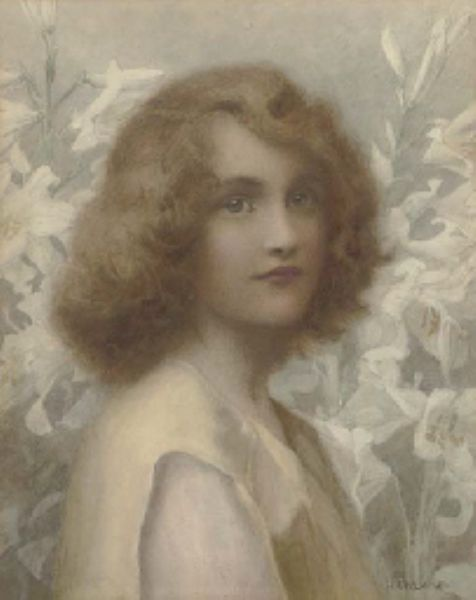
Portrait of a Girl
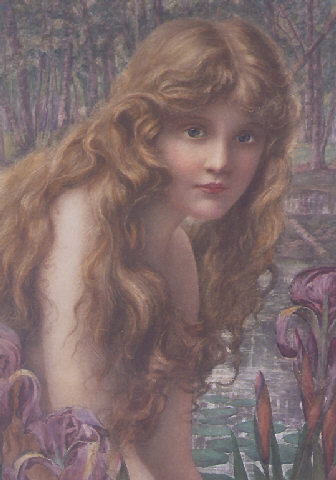
Nymph
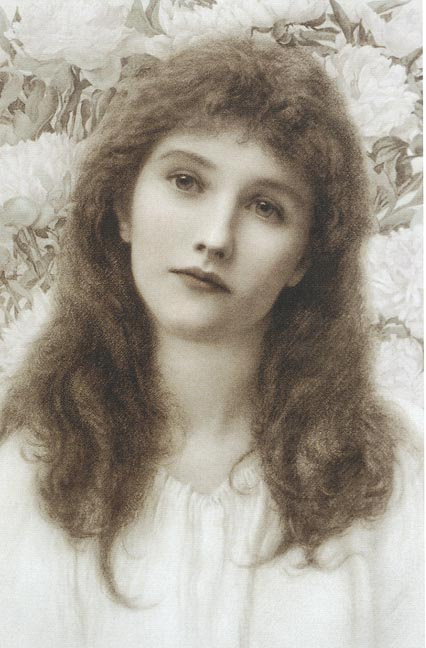
Spring
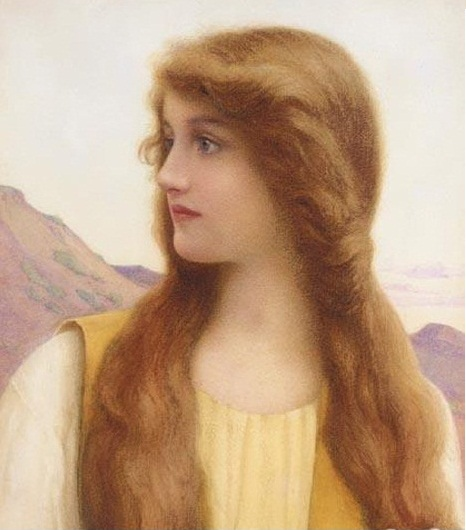
Rachel (detail)
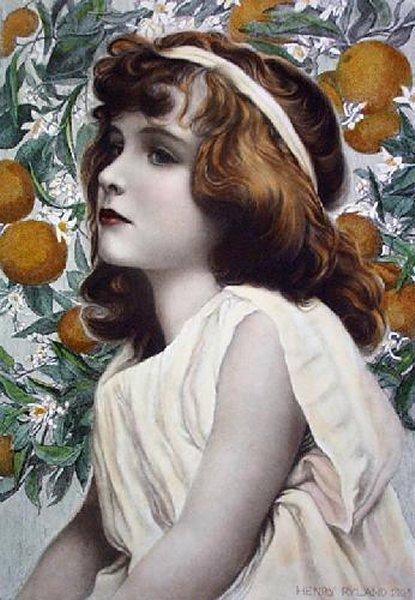
Florimel
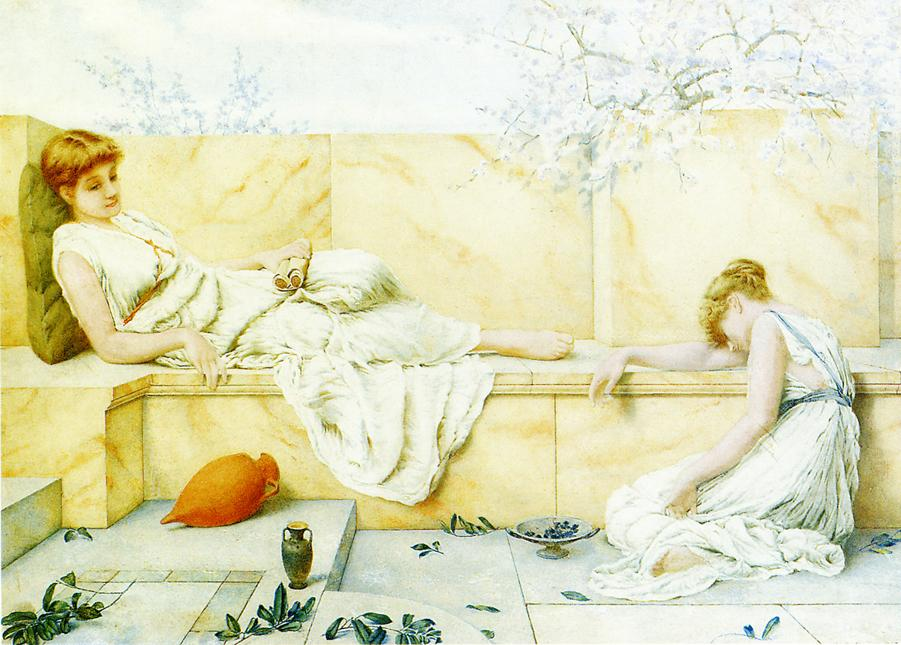
Two Classical Figures Reclining
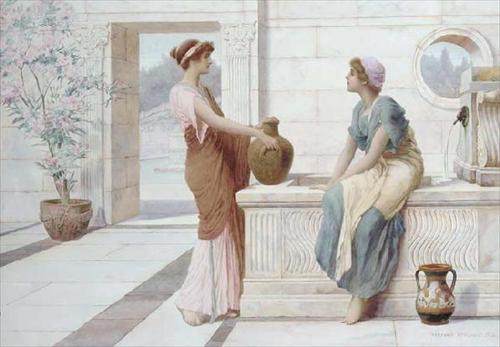
Gossip
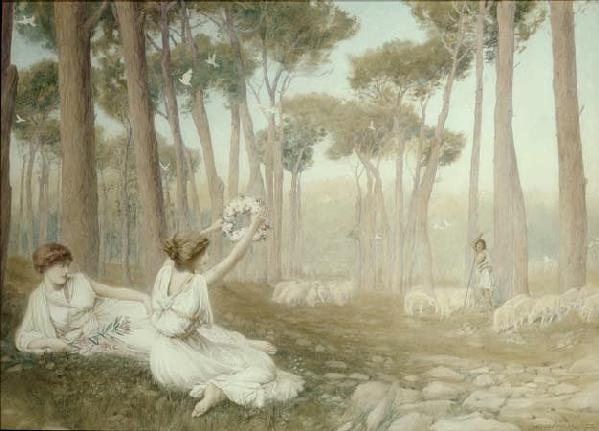
Aphrodite Offering Helen to Paris
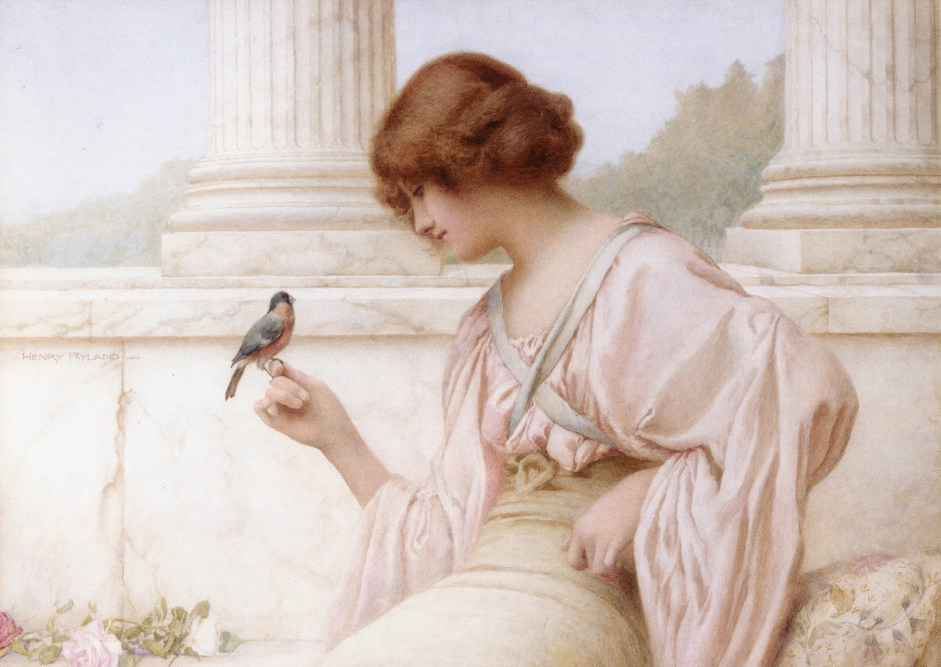
The Captive's Return
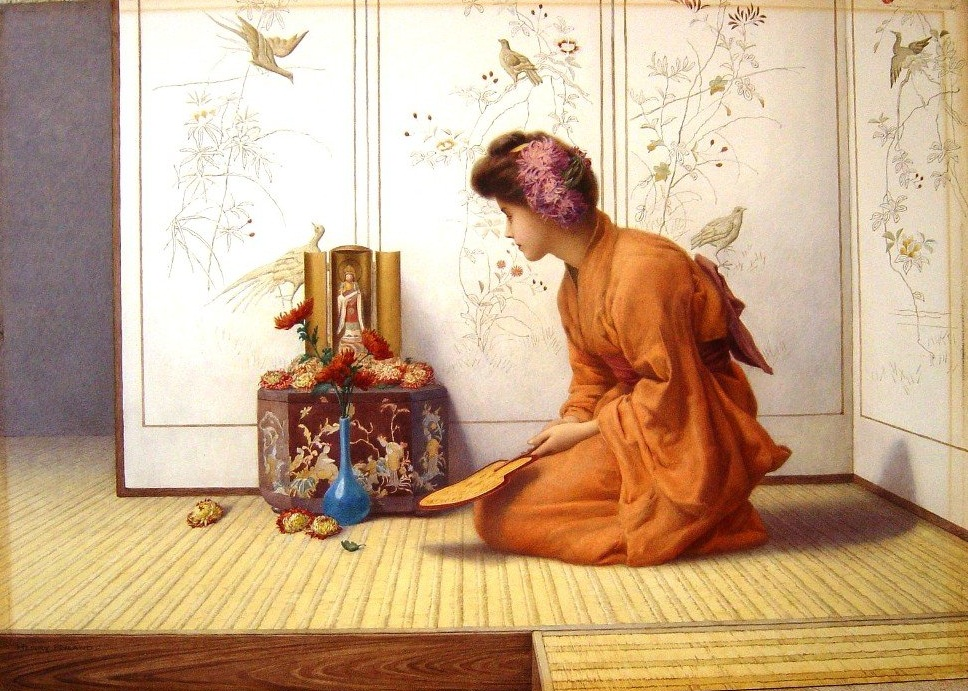
Serenity